# H. Maria Geboortekerk (Losser)
De H. Maria Geboortekerk is een rooms-katholieke kerk in de Overijsselse plaats Losser. De kerk ligt aan de noordwestkant van het centrum. Het kerkgebouw in neogotische bouwstijl vertoont overeenkomsten met een hallenkerk en is in 1901-02 gerealiseerd naar het ontwerp van Alfred Tepe (1840-1920). De pastorie is in 1904 gebouwd door dezelfde architect en middels een laag tussenlid met de zuidzijde van de kerk verbonden. Aan de westzijde van het complex ligt de r.k. begraafplaats. De kerk en pastorie zijn beide sinds 2008 een gemeentelijk monument (0168 /WN039).

## Geschiedenis
De kerk is onder eigen beheer van het kerkbestuur gebouwd onder leiding van de heer Vrijdag, uitvoerder van architect Alfred Tepe. De eerstesteenlegging was op 25 maart 1901, de gedenksteen bevindt zich naast de entree in de voorgevel en draagt het opschrift "DEN KONING DER EEUWEN - DEN VERLOSSER DER WERELD - JEZUS CHRISTUS- ALLE EER EN GLORIE - 25 MAART 1901". Op 3 juni 1902 is de kerk plechtig ingewijd door mgr. H. van de Wetering, aartsbisschop van het aartsbisdom Utrecht.

## Interieur
Het hoogaltaar, Maria-altaar en Jozefaltaar, doopvont en communiebank zijn uit de oude Martinuskerk op de Markt meegenomen en door F.W. Mengelberg uit Utrecht herbouwd.

### Het hoogaltaar
Het huidige hoogaltaar bestaat uit de oorspronkelijke sokkel met een altaaropstand voor een kruis met corpus, met aan weerszijden een reliëf van Maria en Johannes. Het is vervaardigd in het kunstatelier van Hans Mengelberg in 1936.

### De koorbanken
De koorbanken zijn gemaakt in 1948 door N.V. Cuypers & Co, kunstwerkplaats te Roermond.

### De dertien beeldjes
Het oude altaar droeg op de witmarmeren onderbouw die nu nog steeds het altaar schraagt, als bovenstuk 13 unieke en kostbare apostelbeelden. Ze zijn vermoedelijk afkomstig uit het klooster Maria Vlucht op de Glaan in het Duitse Gronau. Dit klooster was de opvolger van het Catharinaklooster dat aan de rand van Almelo stond en dat in 1665 wegens de Reformatie moest uitwijken naar  Duitsland. Na aanpassing van het hoofdaltaar in 1936 kregen 12 beeldjes een plek op de koorbanken. Het dertiende heeft een plaats boven de deur van de sacristie. Later zijn deze uit veiligheidsoverwegingen geplaatst op de galerij onder het orgel.

Afbeeldingen
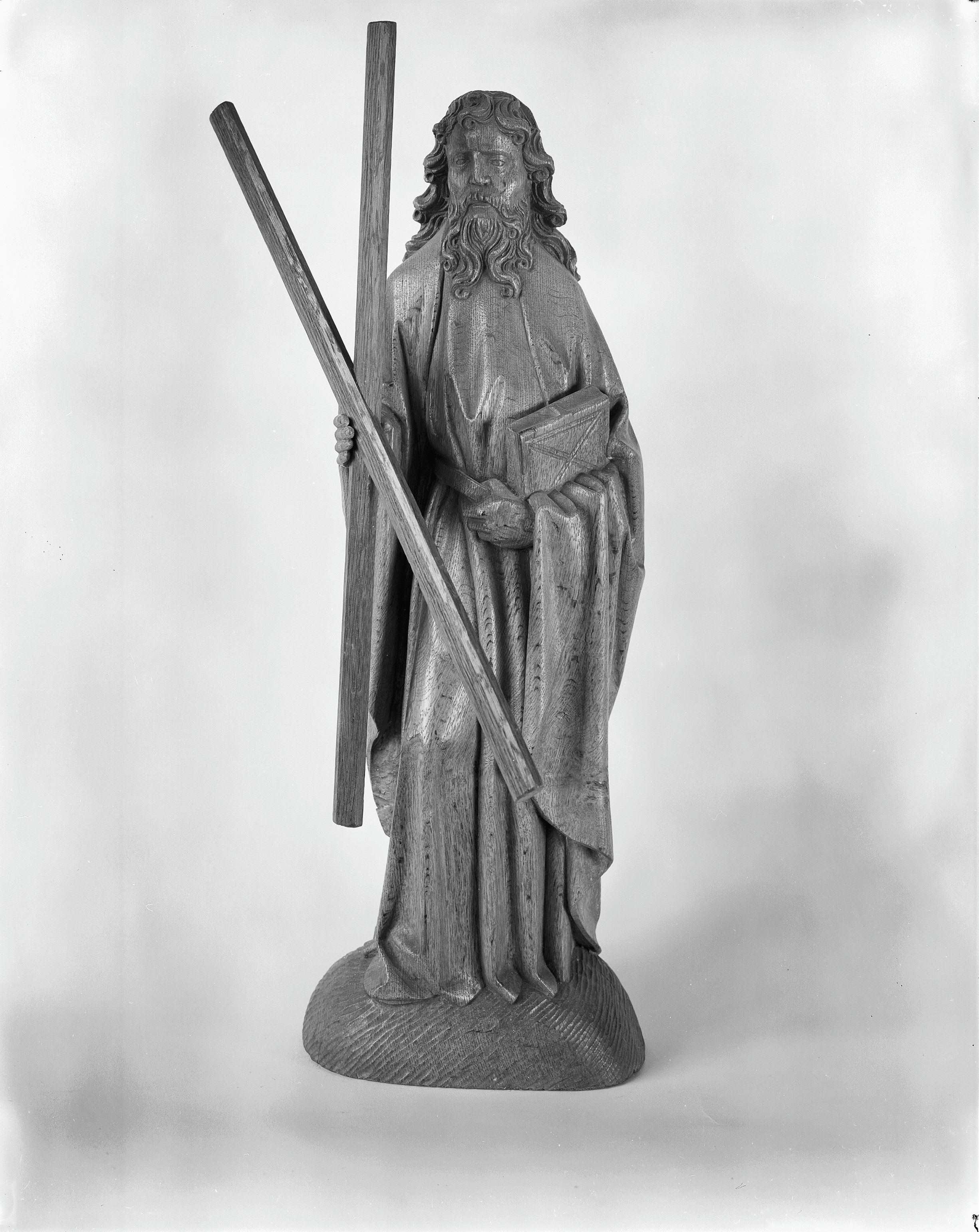
Andreas
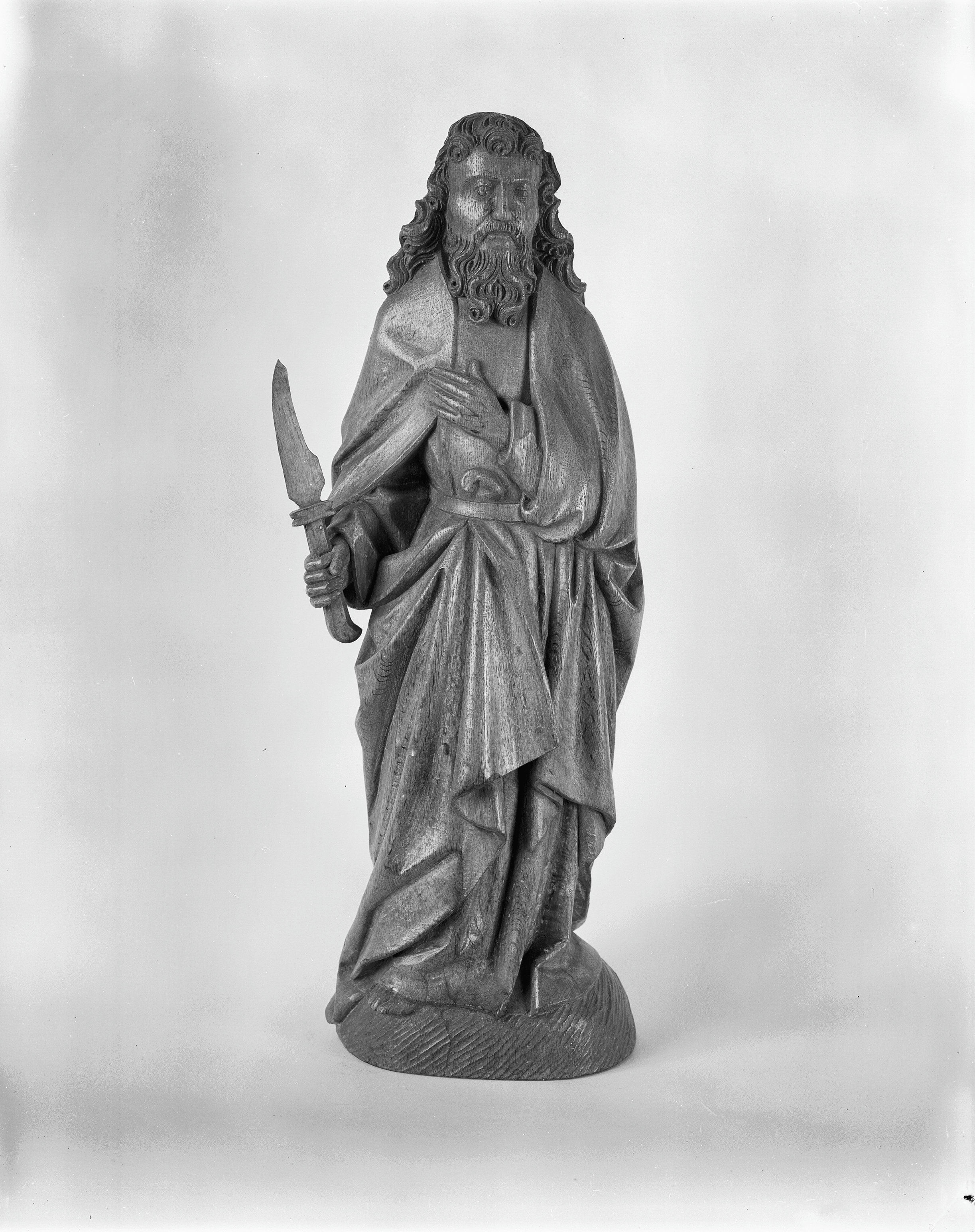
Bartholomeus
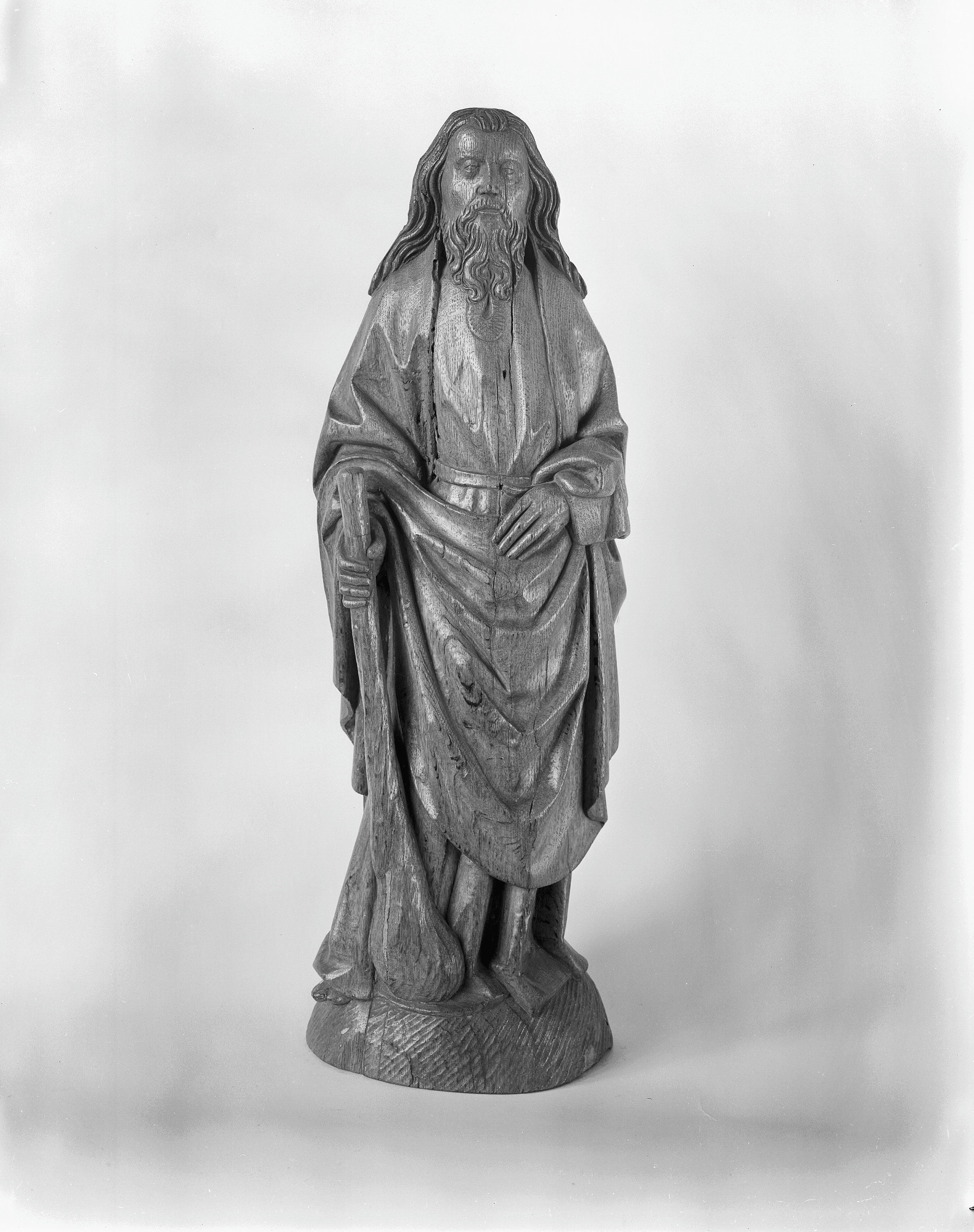
Jacobus de Mindere
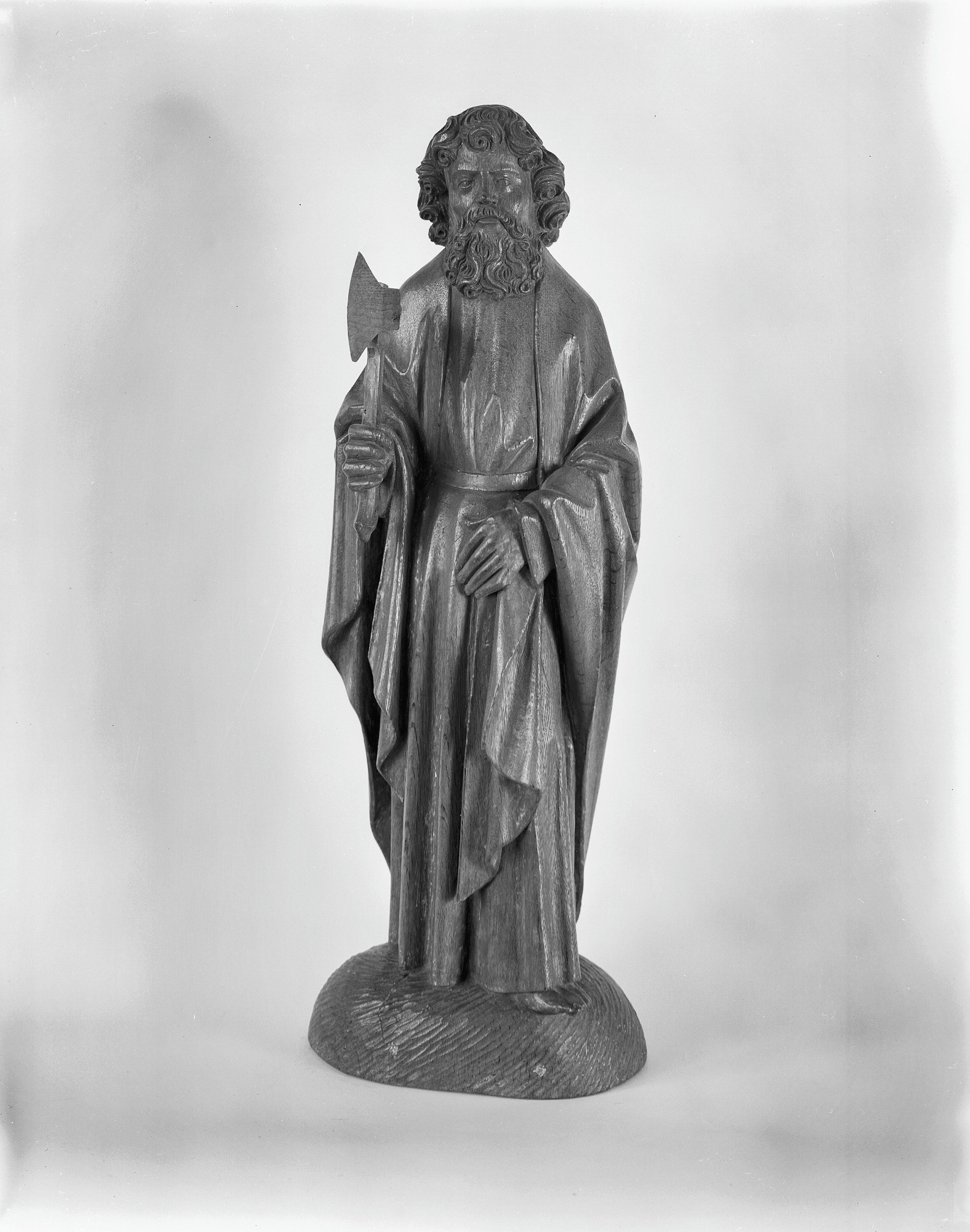
Judas Thaddeus
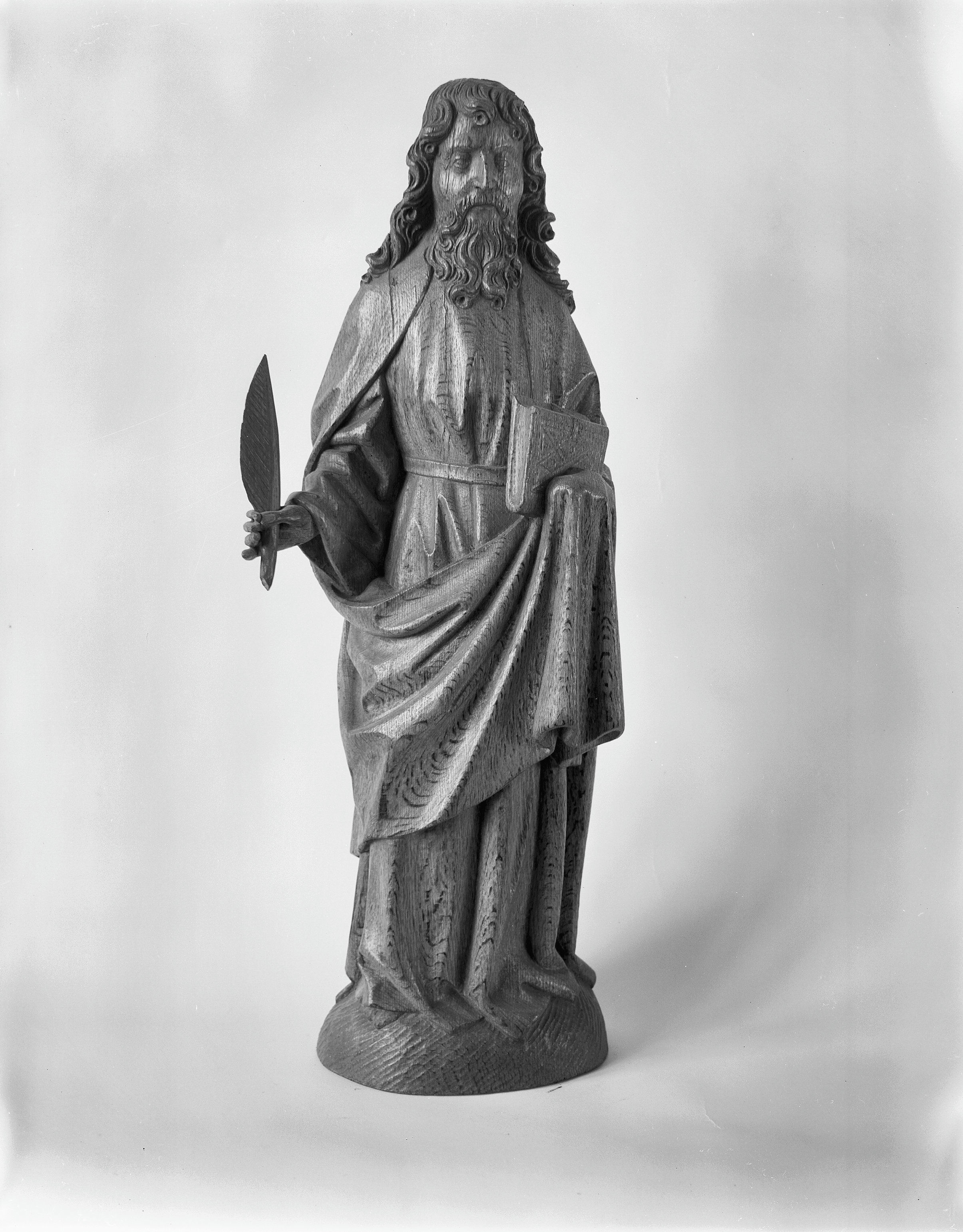
Mattheus
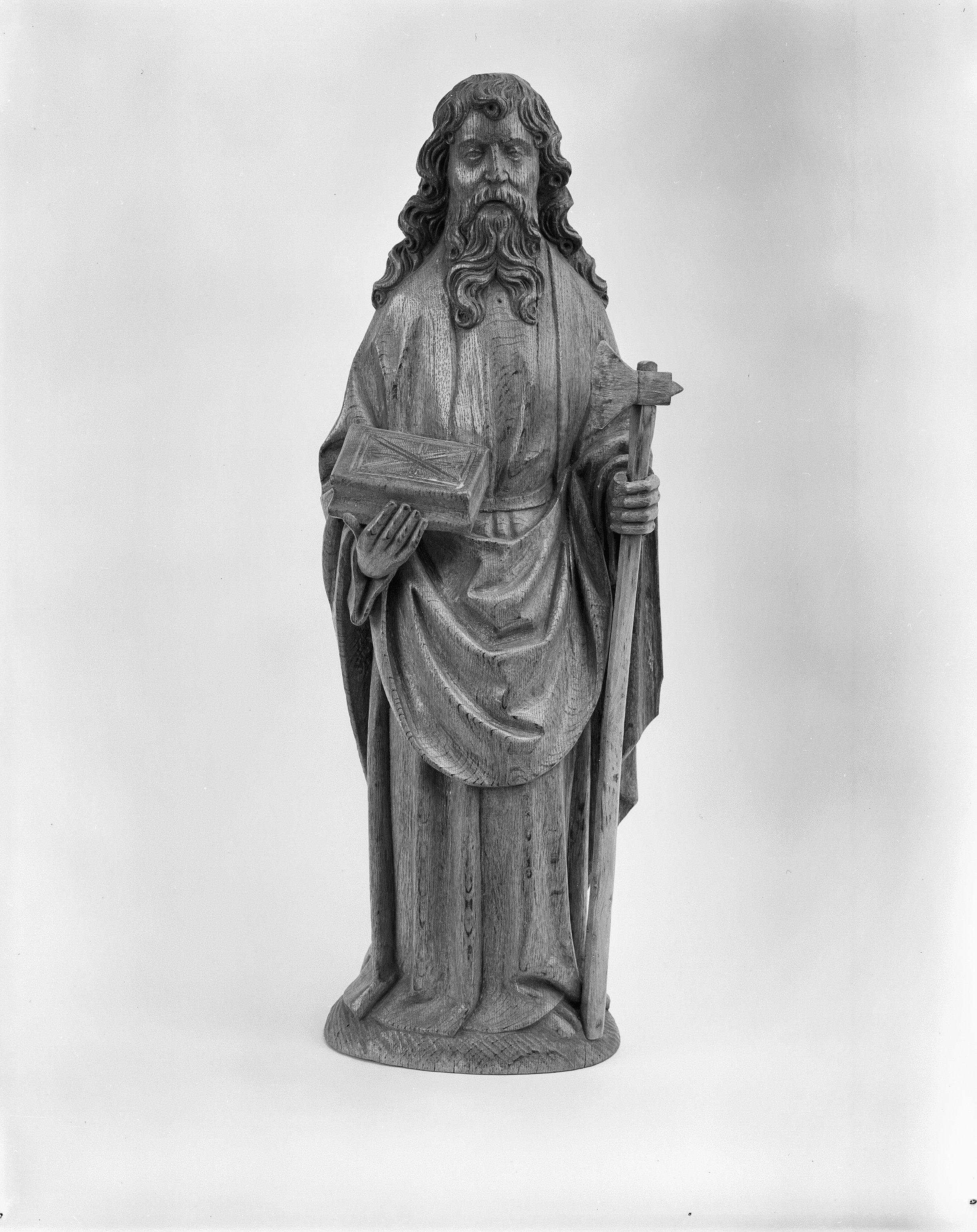
Matthias
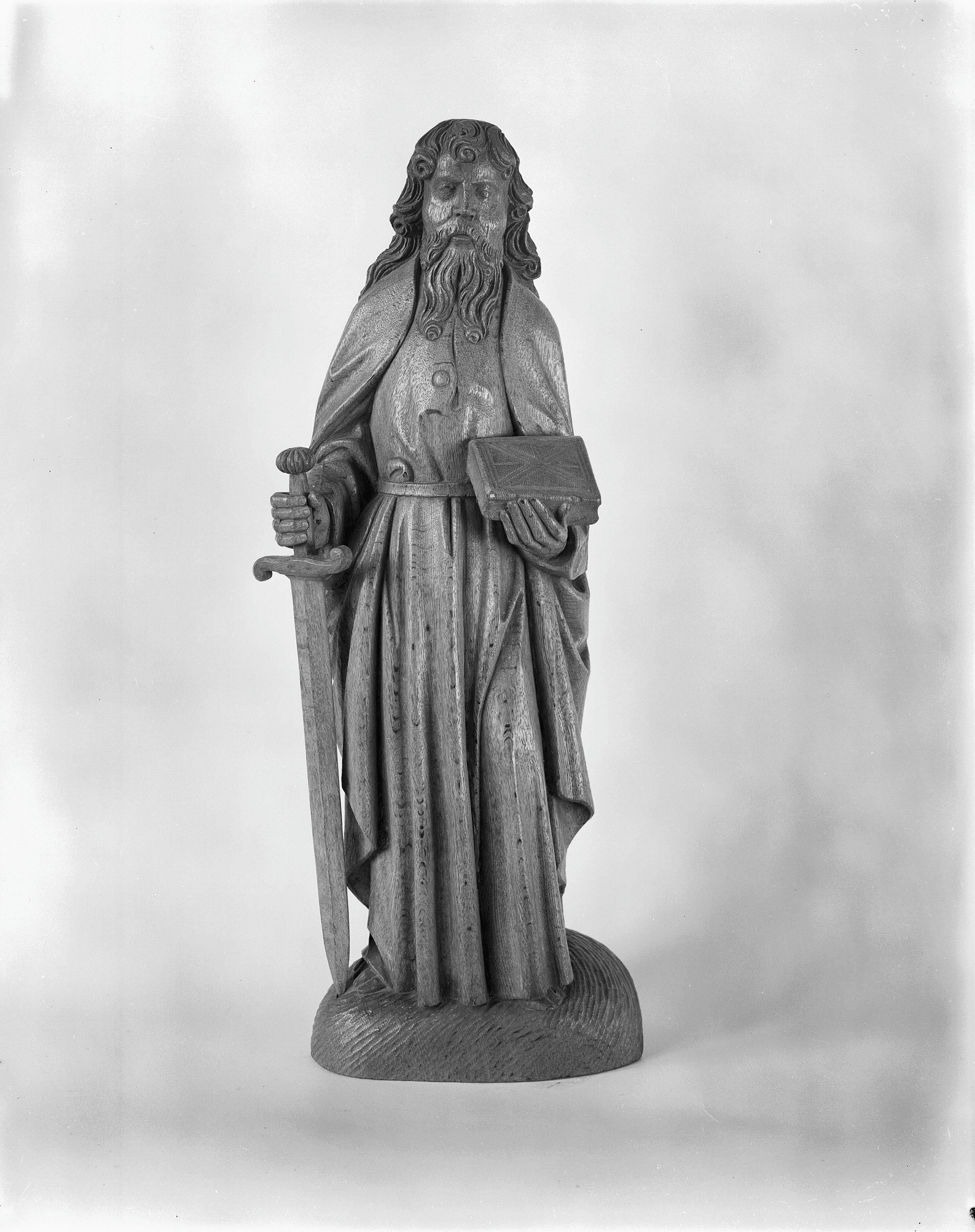
Paulus
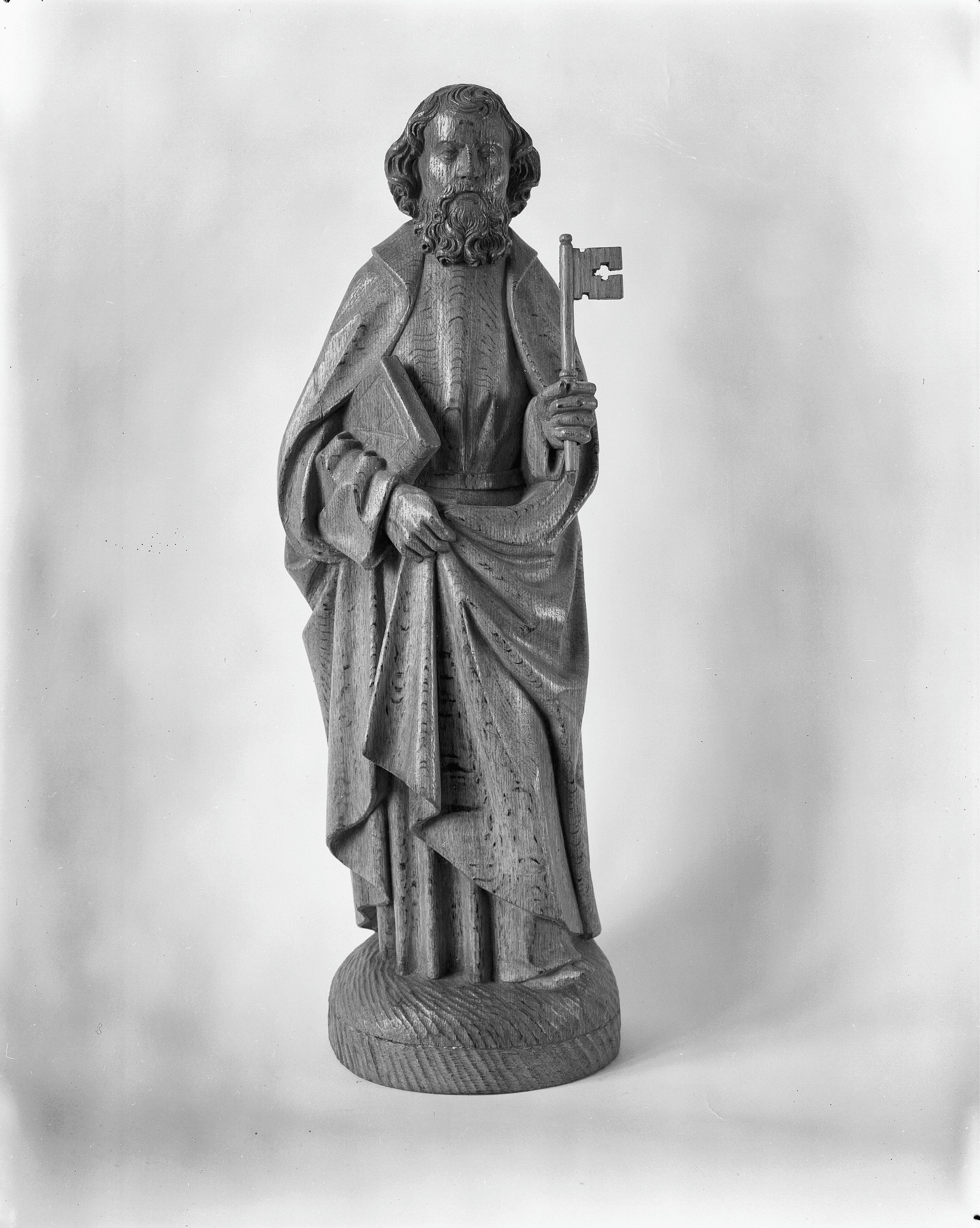
Petrus
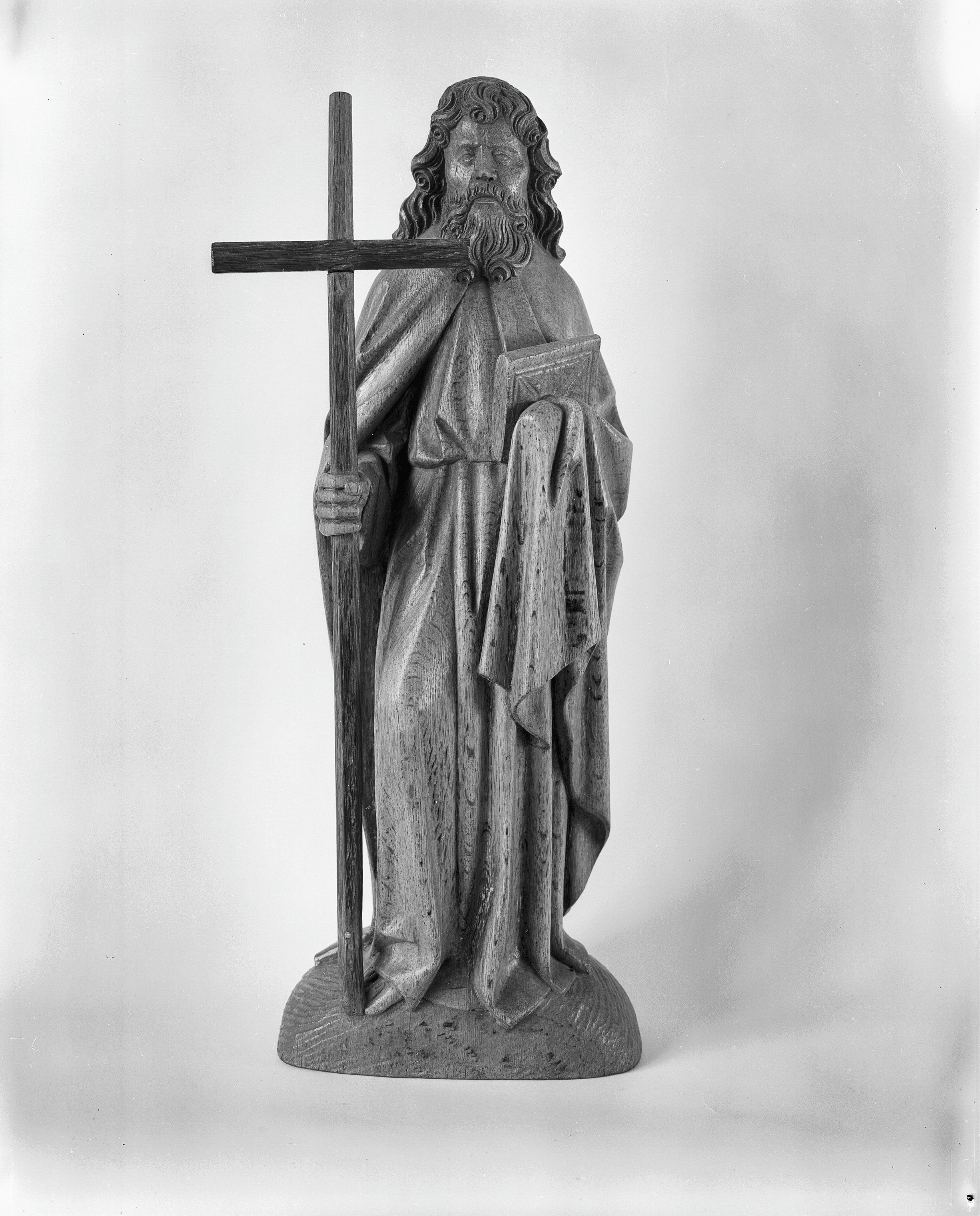
Philippus
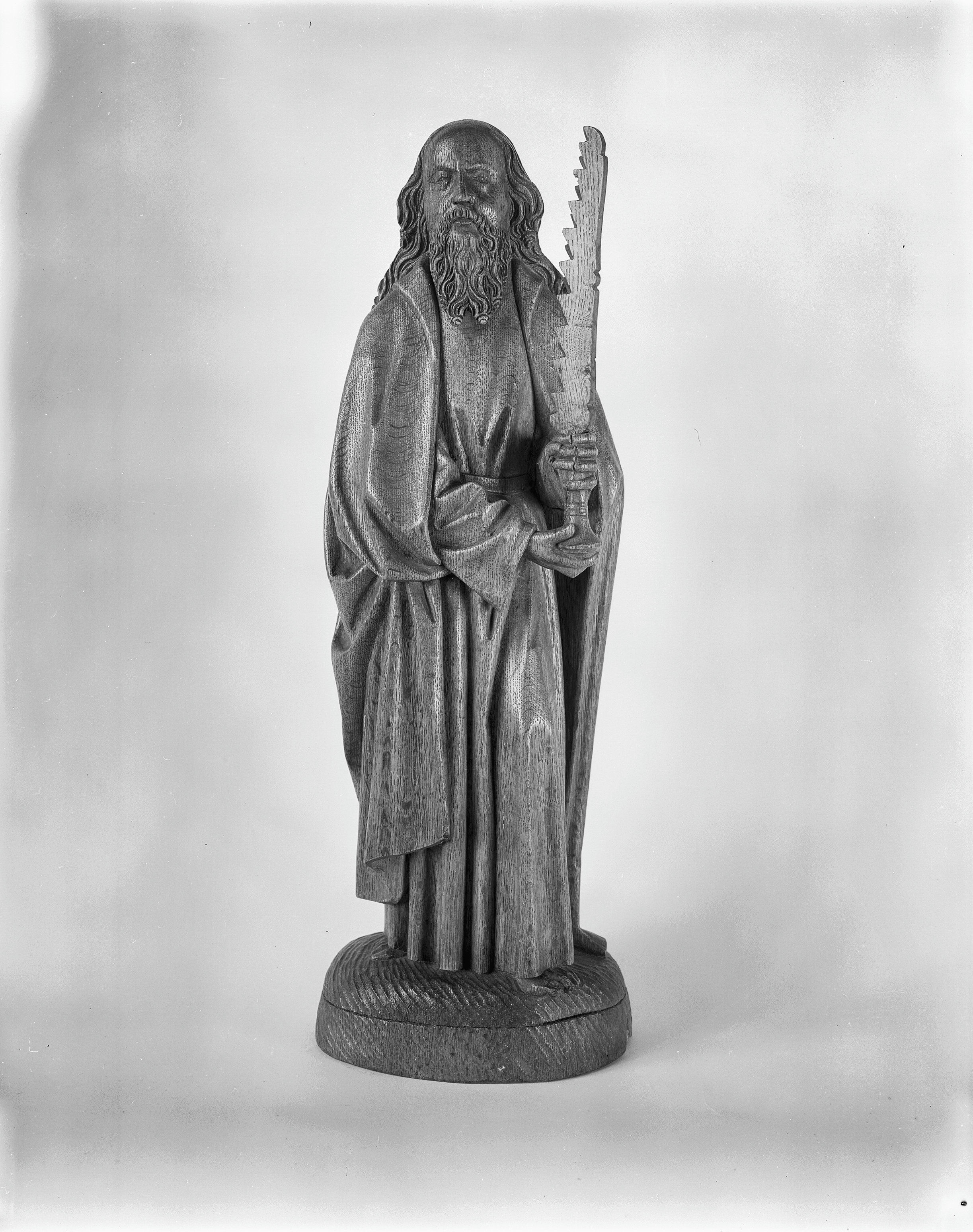
Simon de IJveraar
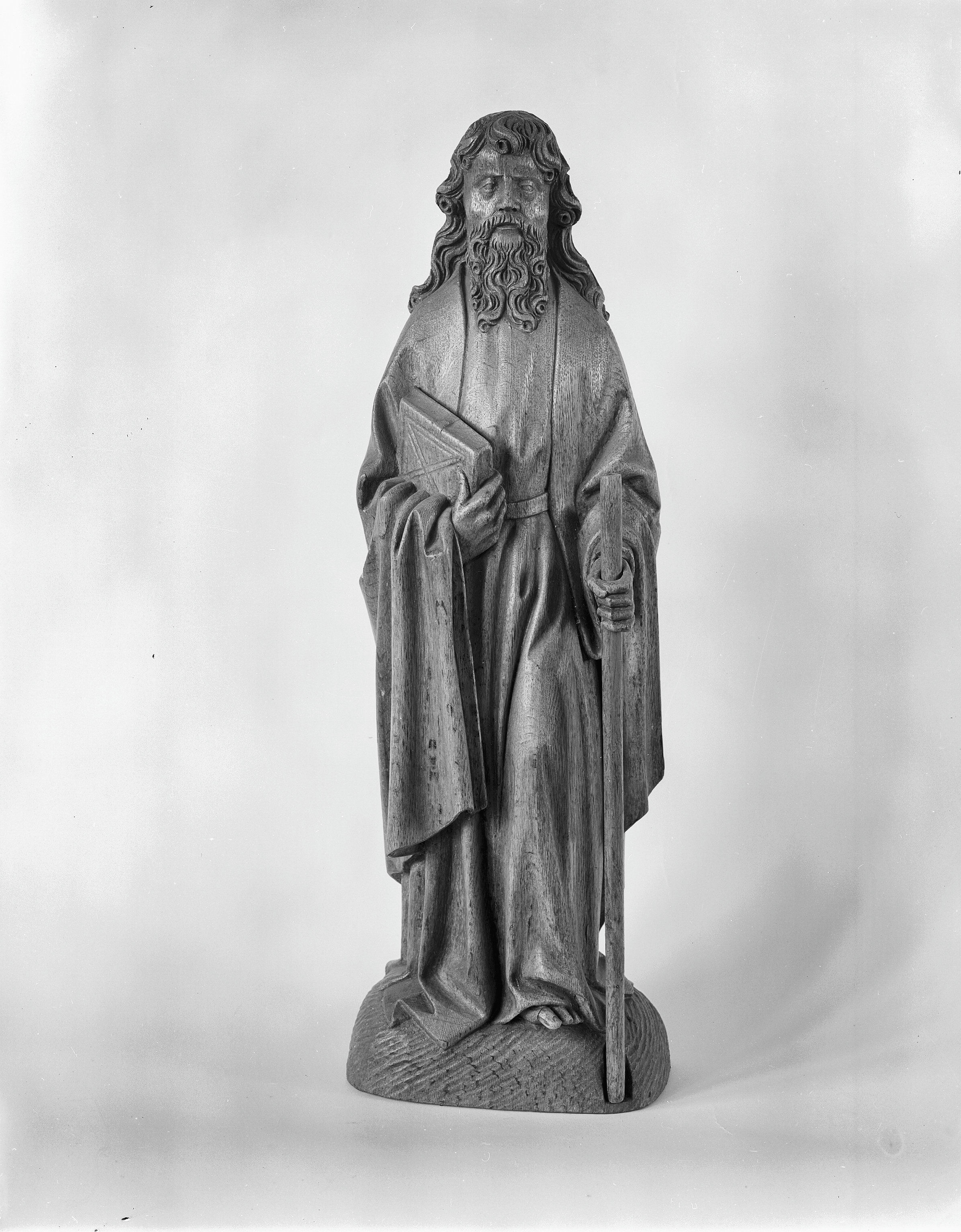
Thomas
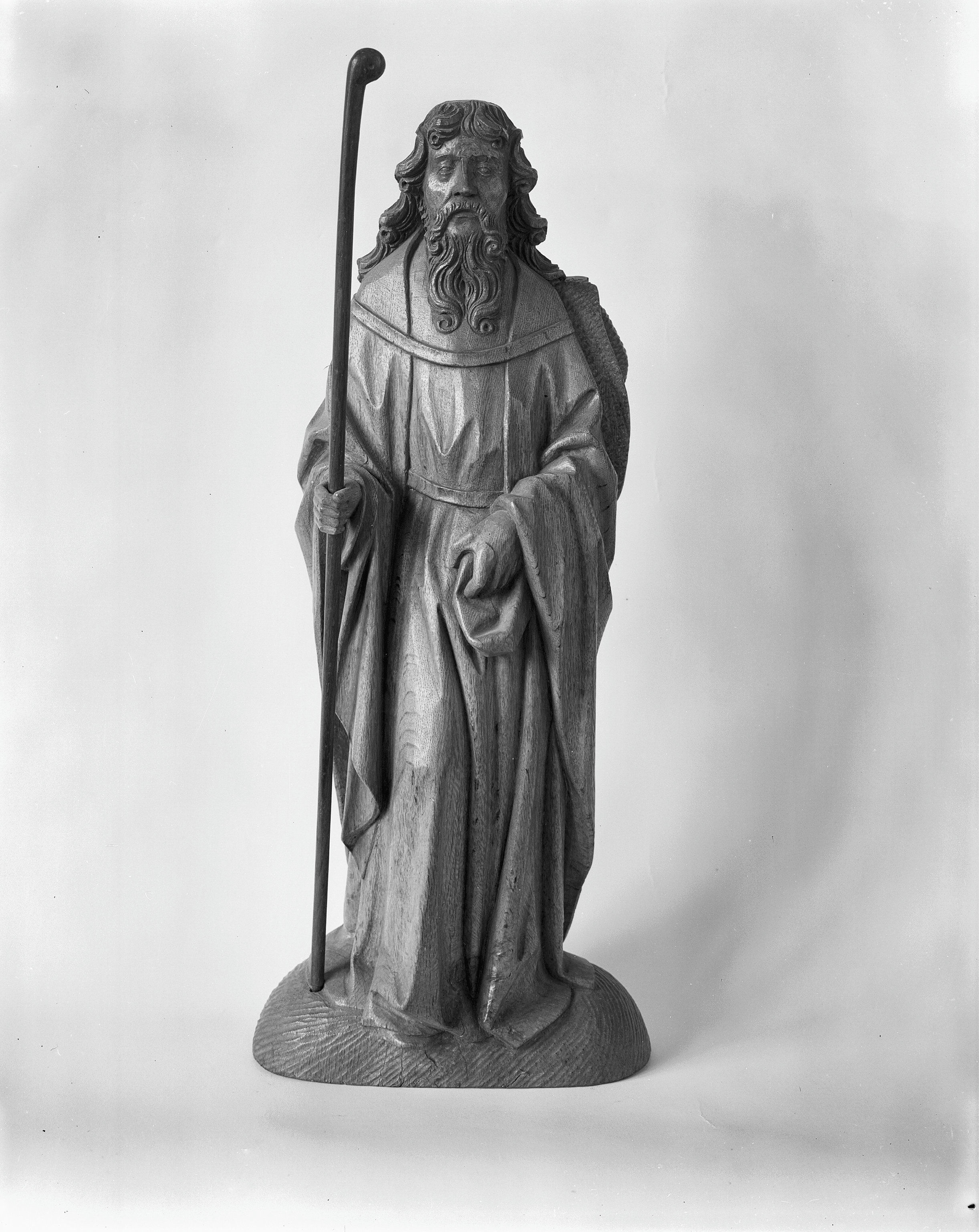
Jacobus de Meerdere
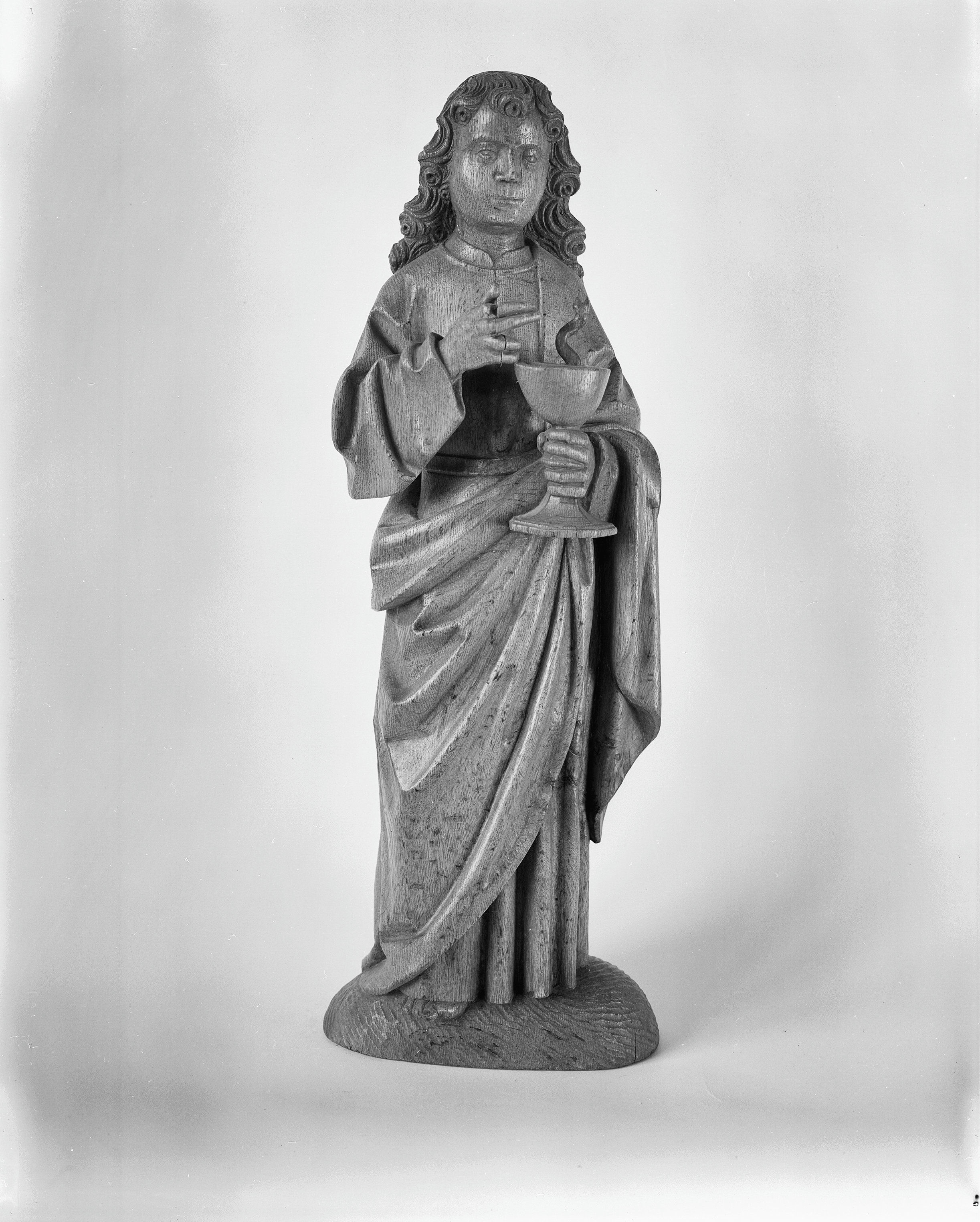
Johannes

### Het Maria-altaar
Vervaardigd uit marmer en zandsteen. De altaarsteen bevat de relieken van de heiligen Judas en Mansuetus. Op de tombe is het Maria-monogram aangebracht geflankeerd door een spitsboog. Ter weerszijden van het tabernakel komt een achterglasschildering voor met afbeeldingen van Isaias en David en aan de bovenkant van de beide figuren staan de jaartallen 1810 - 1910. Het door de kunstenaar F.W. Mengelberg ontworpen altaar is in 1910 door de parochianen geschonken ter gelegenheid van het eeuwfeest van de teruggave van de oude Sint-Martinuskerk aan de katholieken in 1810. In drie spitsboogvormige nissen zien we de beelden van Maria met Kind, met daarnaast Judith en Esther.

### Het Jozefaltaar
Vervaardigd uit marmer en zandsteen. Op 2 februari 1911 krijgt F.W. Mengelberg opdracht het Sint-Jozefaltaar af te bouwen. Het altaar was al in 1907 opgesteld, maar nog niet definitief afgebouwd. Midden op de tombe een voorstelling van het Lam Gods. De achterglasschilderingen stellen voor Mozes en Salomon. Naast het beeld van Sint-Jozef staan de patroon en patrones Bernard en Geertruida Leurink afgebeeld van de schenkers: Sint-Bernardus met de hond aan zijn voeten en aan de andere kant Sint-Gertrudis met staf waartegen een muis omhoog klimt.

### Het nieuwe altaar
Bestaande uit eeuwenoud eikenhout van erve Hobbelink en gemaakt door Bennie Grundel.

### Twee beeldjes
In het nisje in de muur naast het Maria-altaar staat een zandstenen beeldje, de heilige Dorothea.
In een nis in de buitenmuur naast het Sint-Jozefaltaar staat sinds kort het beeldje van de heilige Aloysius van Gonzaga (1568 - 1591). Dit beeldje is afkomstig uit de voormalige Aloysiusschool aan de Kerkstraat.

### Kruiswegstaties
De kruisweg bestaat uit 14 gepolychromeerde gipsen reliëfs, met telkens ongeveer een tiental personages; deze werd geleverd in 1907 door Piet van Tielraden uit Tilburg.

### Triomfkruis
Boven in de kerk hangt een neogotisch triomfkruis - 1920 - eveneens geleverd door Piet van Tielraden uit Tilburg.

### Doopvont
In oktober 1906 leverde Marmer- en Steenhouwerij Wiesman uit Utrecht het gepolijste granieten doopvont en kunstsmederij Helling en Kniep maakte een hek dat nu bij de Mariakapel is geplaatst.

### De ongelovige Thomas
Deze notenhouten beeldengroep uit 1950 is gemaakt door Charles Vos (1888-1891) uit Maastricht.

### De Mariakapel
Ingericht tijdens het pastoraat van pastoor Poelman. O.L.V. Onbevlekte Ontvangenis; gebeitst lindenhout, toegeschreven aan het kunstatelier J.T. Stracké (1817-1891) te Münster. Het hek dat op 10 juni 1906 werd geplaatst bij de doopkapel is ook gemaakt door kunstsmederij Hellings en Kniep. Het hek is later verplaatst naar de Mariakapel toen deze werd ingericht als dagkapel.

### Overige kostbaarheden
Vóór in de kerk, te linker en te rechterzijde van het altaar, treffen we twee beelden aan van gepolychromeerd lindenhout: de heiligen Michaël en Joris. Achter in de kerk, tegen de muur onder het voormalige koor, bevindt zich het beeld van Antonius van Padua, in ordegewaad, het kind dragend. Het beeld is ook van lindenhout, het voetstuk van eiken. Boven de andere portaaldeur, bij de doopvont, het beeld van Franciscus van Assisi, ook in ordegewaad, de rechtervoet rustend op een globus. Tussen de beide beelden in: Christus aan het kruis. Mogelijk komen ook deze kunstwerken uit het klooster van Glane.

Afbeeldingen
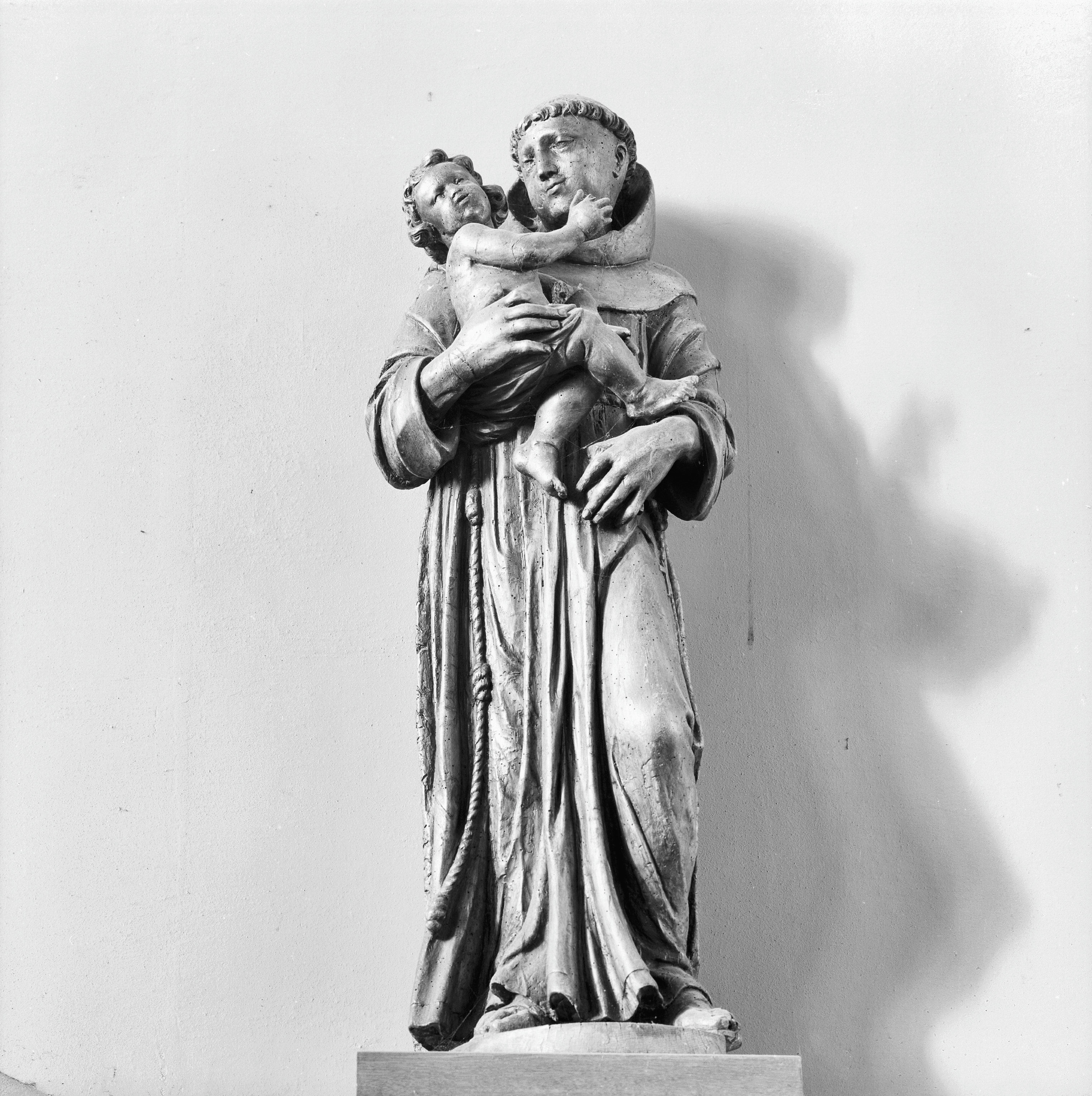
Beeld van Antonius
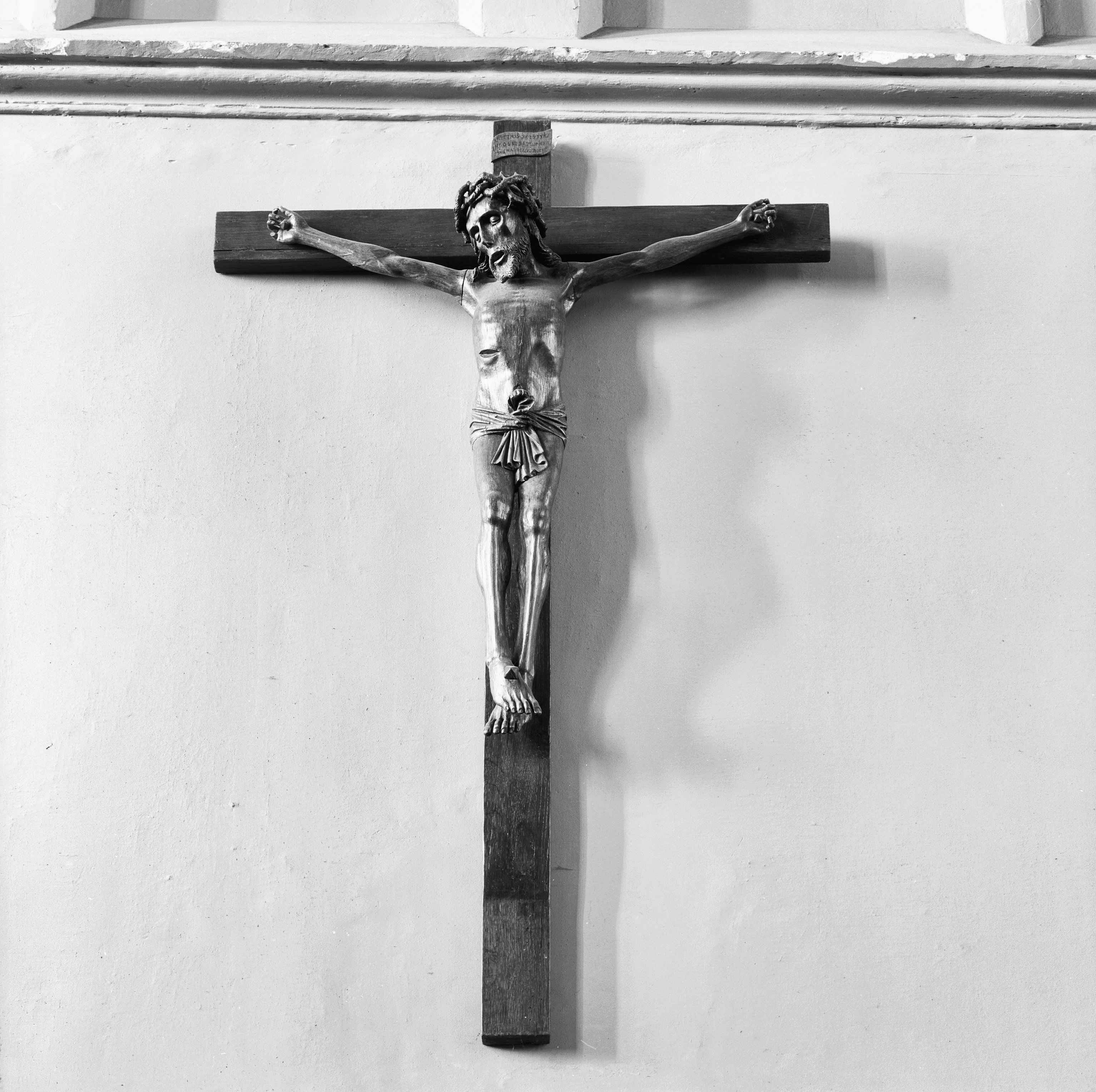
Kruisbeeld boven hoofdingang
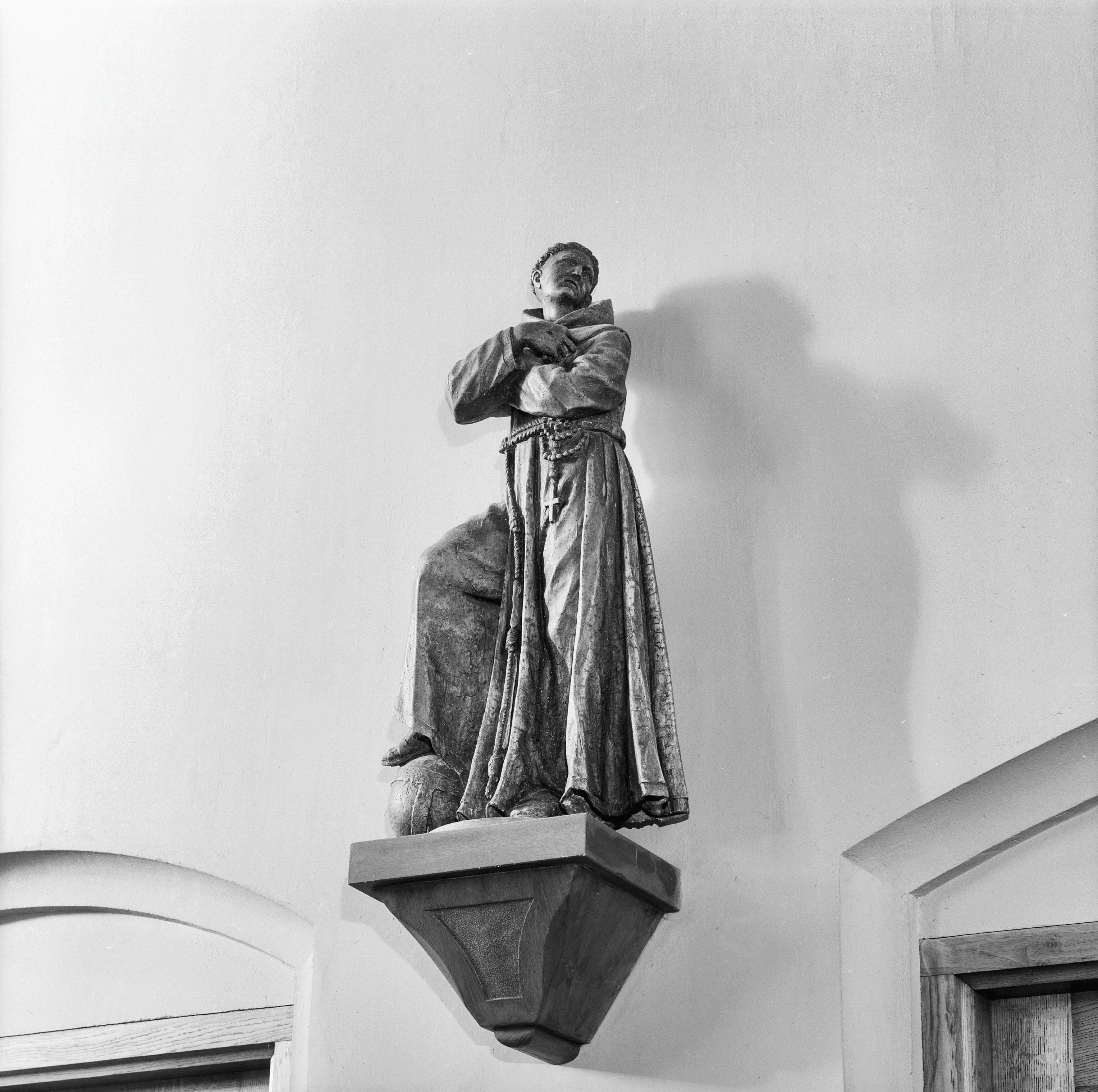
Beeld van Franciscus

### De gebrandschilderde ramen
De gebrandschilderde ramen zijn rond 1922 vervaardigd door Hubert Hertel uit Düsseldorf.

### Het Orgel
In 1923 werd bij firma Steinmann uit Wehrendorf een orgel van 30 registers besteld. Dit orgel werd eerst ingebouwd op het achterkoor. In 1947, tijdens een grondige revisie door de firma Vierdag uit Enschede, verhuisde het orgel naar het zijkoor. In 1961 werd het orgel deels gerestaureerd door de firma Vermeulen uit Alkmaar. In 1983 werd er een parochieel orgelfonds opgericht en werd het orgel opnieuw gerestaureerd.

### Het altaarkruis van de Sint-Martinuskerk
In 2017 is het altaarkruis uit de voormalige Sint-Martinuskerk geplaatst aan de wand in de doopkapel. Het kruis is door de parochianen van de toenmalige Martinusparochie geschonken ter gelegenheid van het 40-jarig priesterfeest van pastoor Ruud Driever. 
Het bijzondere kruis is vervaardigd door de kunstenares Gabrielle Mulder uit Glanerbrug. Het 3.90 bij 1.90 meter grote kruis is gemaakt van glasheldere kunststof. De kunstenares heeft zich laten inspireren door het Keltische granieten kruis met een ring in het centrum. Deze ring bestaat uit een regenboog van gekleurde zijde.
De regenboog geldt als een Bijbels symbool van het verbond dat God met de mensen sloot.

## Gebruik
Het gebouw is sinds 1903 altijd in gebruik geweest als kerk. In 2014 was de kerk van januari tot en met augustus gesloten voor een grondige schilder- en schoonmaakbeurt. Sinds 2016 na de sluiting van de Sint-Martinuskerk is dit de enige kerk binnen katholiek Losser en maakt deel uit van de R.K. parochie Maria Vlucht.